# سام سكينر
سام سكينر (بالإنجليزية: Sam Skinner)‏ هو لاعب كرة قدم أسترالية أسترالي، ولد في 29 يونيو 1997.

## وصلات خارجية
- سام سكينر على موقع AustralianFootball.com (الإنجليزية)
- سام سكينر على موقع AFLtables.com (الإنجليزية)